# إيرو ميلونوف
إيرو ميلونوف (بالفنلندية: Eero Milonoff)‏ هو ممثل فنلندي، ولد في 1 مايو 1980 بهلسنكي في فنلندا.

## وصلات خارجية
- إيرو ميلونوف على موقع IMDb (الإنجليزية)
- إيرو ميلونوف على موقع قاعدة بيانات الفيلم (الإنجليزية)